# 切奧伍爾夫二世

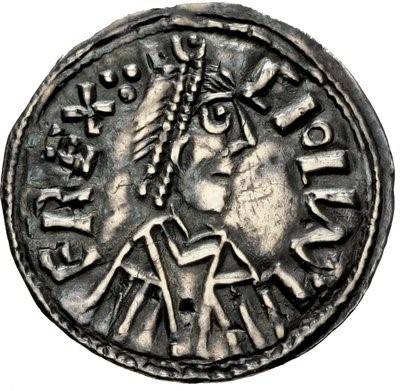
切奧伍爾夫二世發行的銀便士

切奥伍尔夫二世（约卒于879年）是麦西亚王国的最后一位国王， 874年至879年在位。其統治時期麦西亚王国只剩下麦西亚的北部和西部。目前已发现三种以切奧伍爾夫二世的名义发行的便士，其中大部分在伦敦铸造。 